# Michel Ligonnet

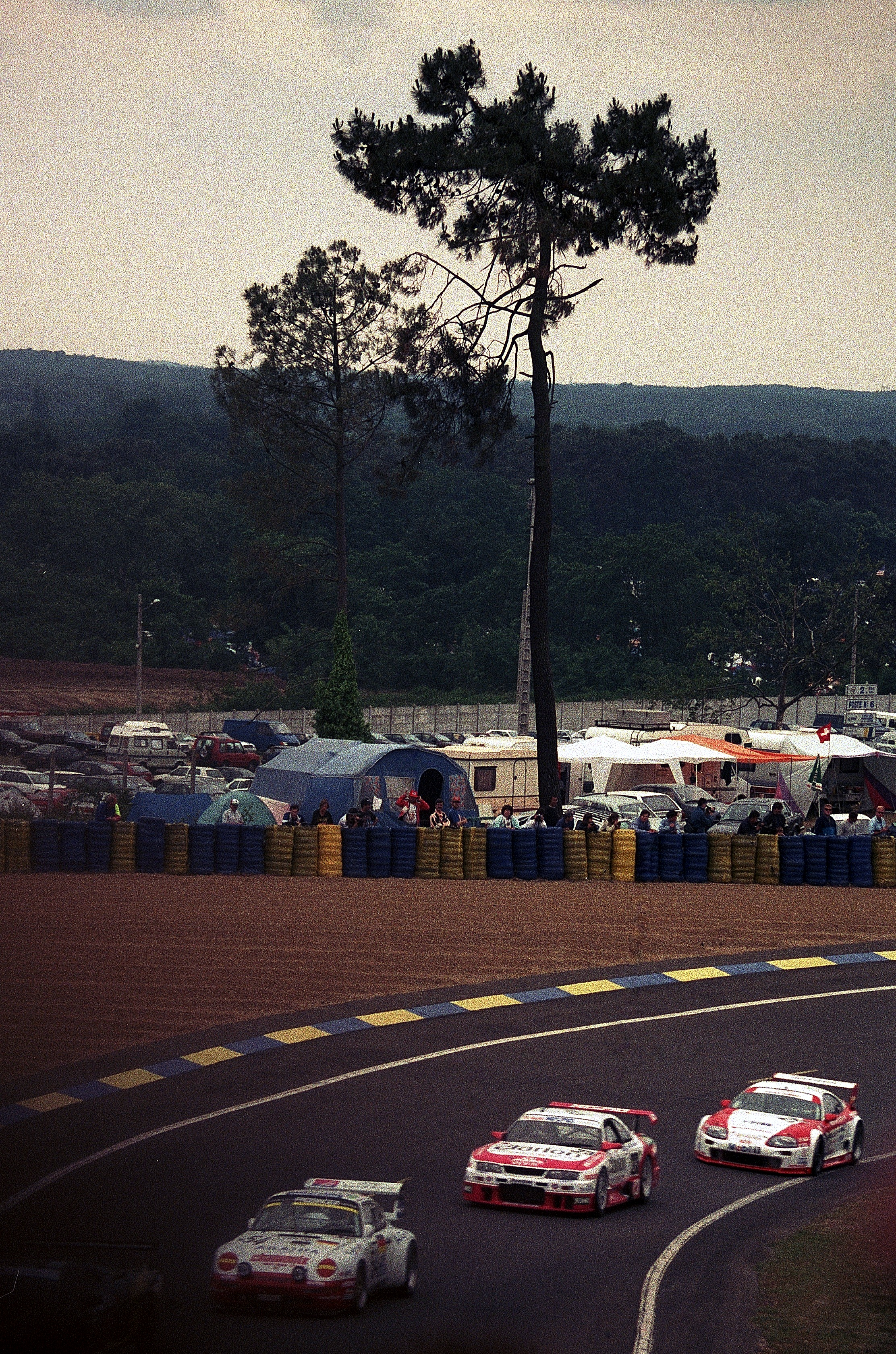
Der Porsche 993 Bi-Turbo (vorne), mit dem Michel Ligonnet beim 24-Stunden-Rennen von Le Mans 1995 am Start war

Michel Ligonnet (* 8. Januar 1962 in Boulogne-sur-Mer) ist ein ehemaliger französischer Autorennfahrer und der Sohn von René Ligonnet.

## Karriere
Michel Ligonnet wurde vor allem als Sportwagenpilot einer breiteren Motorsportöffentlichkeit bekannt. 1995 gab er für das deutsche Rennteam Freisinger Motorsport sein Debüt beim 24-Stunden-Rennen von Le Mans. Seine Partner waren der Deutsche Wolfgang Kaufmann und der Japaner Yukihiro Hane. Das Trio erreichte am Ende des Rennens den 19. Rang in der Gesamtwertung.
Neben seinen diversen Engagements in Le Mans, wo die 17. Gesamtränge 1998 und 2001 seine besten Ergebnisse waren, bestritt der Franzose auch Rennen in der BPR Global GT Series und der FIA-GT-Meisterschaft. Sein bestes Ergebnis war ein dritter Platz in Monza 1999.

## Statistik

### Le-Mans-Ergebnisse
| Jahr | Team                          | Fahrzeug             | Teamkollege       | Teamkollege      | Platzierung | Ausfallgrund |
| ---- | ----------------------------- | -------------------- | ----------------- | ---------------- | ----------- | ------------ |
| 1995 | Freisinger Motorsport         | Porsche 993 Bi-Turbo | Wolfgang Kaufmann | Yukihiro Hane    | Rang 19     |              |
| 1997 | Konrad Motorsport             | Porsche 993 GT2      | Toni Seiler       | Larry Schumacher | Ausfall     | Motorschaden |
| 1998 | Roock Racing                  | Porsche 993 GT2      | Claudia Hürtgen   | Robert Nearn     | Rang 17     |              |
| 1999 | Freisinger Motorsport         | Porsche 911 GT2      | Wolfgang Kaufmann | Ernst Palmberger | Ausfall     | Motorschaden |
| 2000 | Haberthur Racing              | Porsche 996 GT3 R    | Fabio Babini      | Gabrio Rosa      | Ausfall     | Unfall       |
| 2001 | Warm Up Luc Alphand Aventures | Porsche 996 GT3 R    | Luc Alphand       | Luis Marques     | Rang 17     |              |

### Sebring-Ergebnisse
| Jahr | Team                  | Fahrzeug        | Teamkollege       | Teamkollege   | Teamkollege | Platzierung | Ausfallgrund |
| ---- | --------------------- | --------------- | ----------------- | ------------- | ----------- | ----------- | ------------ |
| 1997 | Roock Racing          | Porsche 911 GT2 | Claudia Hürtgen   | Zak Brown     | Dirk Layer  | Rang 10     |              |
| 1999 | Freisinger Motorsport | Porsche 911 GT2 | Wolfgang Kaufmann | Lance Stewart |             | Rang 10     |              |